# غانغان كوميكس
غانغان كوميكس (باليابانية: ガンガンンコミックス) هي دار نشر مانغا مملوكة من قبل شركة سكوير إنكس،تحول العديد من المانفا الخاصة بالدار لمسلسلات أنمي مثل الخيميائي الفولاذي،سيري نو موريبيتو - حامي الروح العظيمة،سجل فانيتاس وسول إيتر.